# Spoils of War (película de 1994)
Spoils of War es una película británica-estadounidense de drama y familiar de 1994, dirigida por David Greene, escrita por Michael Weller, musicalizada por Lawrence Shragge, en la fotografía estuvo Ron Orieux y los protagonistas son Kate Nelligan, John Heard y Tobey Maguire, entre otros. El filme fue realizado por Evolution Entertainment, RHI Entertainment y Signboard Hill Productions, se estrenó el 9 de abril de 1994.

## Sinopsis
Corre la década de 1970 en Nueva York, Martin espera hallar a su papá y quizá hacer que se reúna con su madre, ya que han estado agriamente separados desde su nacimiento.